# Palicourea smithiana
Palicourea smithiana är en måreväxtart som beskrevs av Charlotte M. Taylor. Palicourea smithiana ingår i släktet Palicourea och familjen måreväxter. Inga underarter finns listade i Catalogue of Life.